# Little Compton, Rhode Island
Little Compton är en kommun (town) i Newport Countyi delstaten Rhode Island, USA med cirka 3 593 invånare (2000). Den har enligt United States Census Bureau en area på 74,9 km².